# Anthony Winkler Prins

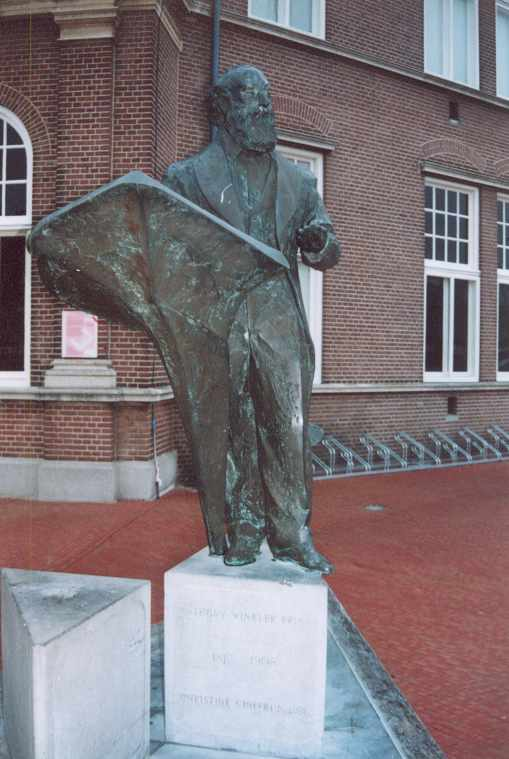
Pomnik przed Veenkoloniaal Museum w Veendam

Anthony Winkler Prins (ur. 31 stycznia 1817 w Voorst; zm. 4 stycznia 1908 w Voorburg) – holenderski pisarz, znany głównie jako twórca pierwszej dużej niderlandzkiej encyklopedii Winkler Prins.

## Życiorys
Anthony Winkler Prins studiował nauki przyrodnicze i literaturę na Uniwersytecie w Utrechcie oraz teologię u mennonitów na Uniwersytecie Amsterdamskim. Po studiach był pastorem w Kościele mennonickim w Holandii. W swoim rodzinnym Veendam założył szkołę marynarską i lożę masońską. W Veenkoloniaal Museum w Veendam jest poświęcona mu stała ekspozycja.